# 吉田久松
吉田 久松（よしだ きゅうしょう、1905年5月1日 - 1994年6月9日）は、日本の経営者。吉田工業（現在のYKK）会長を務めた。富山県出身。

## 経歴
1920年に魚津尋常高等小学校高等科を卒業し、1939年にサンエス商会（のちの吉田工業→YKK）に入社。1945年8月に常務に就任し、1959年7月に副社長を経て、1979年9月に会長に就任。1968年3月に富山テレビ放送監査役に就任し、1974年5月には取締役に就任。
1963年10月に紺綬褒章を受章し、1964年5月に藍綬褒章を受章し、1979年4月に勲三等瑞宝章を受章。
1994年6月9日脳梗塞のために死去。89歳没。